# Тедді (ураган, 2020)
Ураган Тедді (англ. Hurricane Teddy) — потужний ураган кабовердійського типу, який був четвертим за величиною ураганом Атлантичного океану за діаметром штормових вітрів, спричинив сильний шторм вздовж Східного узбережжя США та Атлантичної Канади у вересні 2020 року, Двадцята тропічна депресія, дев'ятнадцята названа буря, восьмий ураган та другий великий ураган надзвичайно активного сезону ураганів в Атлантиці 2020.
Під час підготовки до урагану Тедді для Бермудських островів та Атлантичної Канади були випущені спостереження за тропічними штормами. Його великі розміри та сила спричинили за собою високі хвилі, що розриваються, на сотні миль від його шляху, починаючи від Малих та Великих Антильських островів закінчуючи Східним узбережжям США та Атлантичною Канадою. Двоє людей у Пуерто-Рико потонули від сильних хвиль, тоді як ще один потонув у Нью-Джерсі. Загальний збиток оцінюється щонайменше у 35 мільйонів доларів.

## Метеорологічна історія
Національний центр ураганів (NHC) розпочав моніторинг тропічної хвилі над Західною Африкою о 00:00 UTC 7 вересня. Очікувався розвиток цієї хвилі, і о 00:00 UTC 9 вересня вона отримала високий шанс розвинутися протягом наступних п'яти днів, незважаючи на те, що вона все ще знаходиться у глибині суші. Хвиля увійшла в Атлантичний океан о 12:00 UTC 10 вересня і почала стабільно організовуватися, утворюючи широку область низького тиску о 18:00 UTC 11 вересня, хоча її великі розміри не дозволяли їй швидко організуватися. Наступного дня мінімум нарешті став більш чітким, і о 21:00 за UTC UTC, 12 вересня, NHC визначив цю область як Тропічну депресію двадцять.
Спочатку депресія намагалася організуватися протягом доби через її великі розміри та помірний зсув вітру. Після того, як зсув зменшився, система стала краще організованою і зміцнилася в «Тропічний шторм Тедді» о 09:00 UTC 14 вересня, ставши найбільш ранньою 19-ою тропічною бурею, зареєстрованою в Атлантичному сезоні ураганів, перевищивши стару позначку 4 жовтня, яка раніше був встановлена субтропічною бурею «Азорських островів» у 2005 р. Ураган продовжував посилюватися, коли став краще організованим, і око почало формуватися пізніше 15 вересня. Потім він швидко посилився ураганом близько 06:00 UTC наступного дня. Буря продовжувала посилюватися, ставши пізніше того ж дня ураганом 2 категорії. Однак невеликий зсув західного вітру ненадовго зупинив посилення і навіть послабив шторм до 1 категорії о 03:00 UTC 17 вересня. Однак, коли зсув знову зменшився, шторм розпочав другу фазу швидкого посилення, ставши другим великим ураганом сезону о 15:00 UTC того дня. Тедді продовжував посилюватися швидкими темпами і став ураганом 4 категорії через шість годин, досягнувши своєї пікової інтенсивності 140 миль/год (220 км/год) і тиску 945 мб (27,91 дюйма рт. ст.). Згодом внутрішні коливання призвели до того, що шторм злегка послабшав до урагану 3 категорії о 09:00 UTC 18 вересня. Незабаром після цього Тедді ненадовго відновився до урагану 4 категорії, перш ніж знову послабшати. Тривалі внутрішні коливання призвели до того, що око майже розсіялося, і Тедді ослаб нижче статусу основного урагану о 12:00 UTC 20 вересня.
Тедді продовжував рух на північ, слабшаючи до урагану 1 категорії, коли він почав зливатися з жолобом наприкінці 21 вересня. О 15:00 UTC того ж дня шторм найближче підійшов до Бермудських островів як сильний ураган 1 категорії, перш ніж прискорити рух на північний захід від острова. Політ мисливців за ураганами виявив, що Тедді трохи зміцнився завдяки поєднанню вливання бароклінічної енергії з жолоба і теплих океанічних вод з Гольфстріму, і його було підвищено до статусу 2 категорії. Тедді також подвоївся в розмірі в результаті злиття з жолобом. Ураган продовжував розширюватися і розпочав екстратропічний перехід, наближаючись до узбережжя Атлантичної Канади. Хоча Тедді виявився посттропічним циклоном, мисливці за ураганами виявили тепле ядро в центрі Тедді. Безпосередньо перед переходом у посттропічний циклон діаметр штормових вітрів вимірювався до 1370 км з північного сходу на південний захід, що робить Тедді четвертим за величиною ураганом Атлантики. На той час Тедді знову ослаб до урагану 1 категорії, перш ніж стати посттропічним циклоном о 00:00 UTC 23 вересня. О 12:00 UTC, шторм здійснив вихід на берег біля Екум Секум, Нова Шотландія, з вітром 105 миль/год (105 км/год) з мінімальним центральним тиском 964 мб (28,47 дюйма рт. ст.). Він продовжував слабшати, і NHC видав останню попередження о 03:00 UTC 24 вересня. Пост-тропічний циклон «Тедді» тоді прискорився на північ, перш ніж зробити велику петлю на північ від Ньюфаундленду і повернути на схід, ненадовго зміцнившись до мінімальної штормової сили, перш ніж знову послабити і розсіятись 27 вересня.

## Підготовка та наслідки
Великі штормові хвилі спричинив шторм, який торкнувся Малих Антильських островів, Східного узбережжя США, Бермудських островів та Атлантичної Канади. Національним управлінням океану та атмосфери (NOAA) у північній частині Атлантики біля узбережжя Нової Шотландії, повідомив про висоту хвилі 11 футів на початку 22 вересня. Інша висота хвилі 12 футів було повідомлено пізніше. Хвилі досягли 42 футів (13 м) біля іншого на північ від Тедді вдень 22 вересня, вітер з поривами близько 115 миль/год (115 км/год).

### Бермуда
Тропічні штормові попередження, були видані для Бермудських островів через наслідки, очікувані від Тедді. Уряд Бермудських островів закрив острів 21 вересня, закривши всі державні служби, такі як громадський транспорт та школи. Міжнародний аеропорт імені Л. Ф. Вейда був закритий під час шторму, але відкрився 22 вересня після того, як шторм пройшов Також повідомлялося про ерозію пляжів.

### США
Національна служба погоди попередила про сильний вітер та прибережні повені на сході Нової Англії. 22 вересня було видано попередження про сильний вітер для району Нантакет та прибережної графства Плімут. Крім того, для цих районів та для округу Брістоль було видано рекомендації щодо серфінгу. Для інших прибережних громад на материковій частині штату Массачусетс було видано консультацію. Для всього штату Массачусетс було видано попередження про шторм, яке сигналізує про те, що можливі критичні небезпечні умови через суху погоду та поривчастий вітер. У Північній Кароліні попередження про повені прибережних районах діяло для північних берегів та острова Хаттерас до 21 вересня, але до 22 вересня Національна служба погоди прогнозувала незначні повені у прибережних районах., Округи Картерет і прибережні Ослоу, а також острови Окракок і Банки до півдня 22 вересня. Те саме повідомлення для округу Бофорт і округу Тиррелл закінчилось на початку 22 вересня. Видано та розширено рекомендації щодо серфінгу для пляжів на північ від мису Лукаут до 23 вересня.
18 вересня чоловік і жінка потонули у морі біля пляжу Ла Почіта в місті Лоїза, Пуерто-Рико, через сильні хвилі, що викликав Тедді на півночі Малих та Великих Антильських островів. У Чарльстоні, штат Південна Кароліна, тривалі поспіль, з 19 по 21 вересня, місто повідомило про деякі повені в своєму історичному районі в центрі міста, поряд з деякими іншими районами біля узбережжя. У Північній Кароліні прибережні райони зазнали ерозії пляжів і повені в прибережних районах. Шосе 12 Північної Кароліни було закрито з 20 по 22 вересня через постійний штормовий приплив і винесення піску на дорогу. Крім того, на національному узбережжі мису Хаттерас було змито понад 80 дюн. Різкі течії вздовж східного узбережжя також призвели до підтоплення біля пляжу Пойнт Плезант, штат Нью-Джерсі. У Массачусетсі не було повідомлень про дощ, однак пориви вітру понад 30 миль/год (50 км/год) були зареєстровані поблизу Кейп-Кода. Штормовим припливом у Скарборо було вивезено огорожу. Служби надзвичайних ситуацій перебували в режимі очікування на півдні штату Мен, на випадок, якщо повені стануть небезпечними. У таборі Елліс шторм загрожував розмити берегову лінію. Деякі люди у місті вирішили встановити мішки з піском під час шторму на випадок затоплення будинків.

### Канада

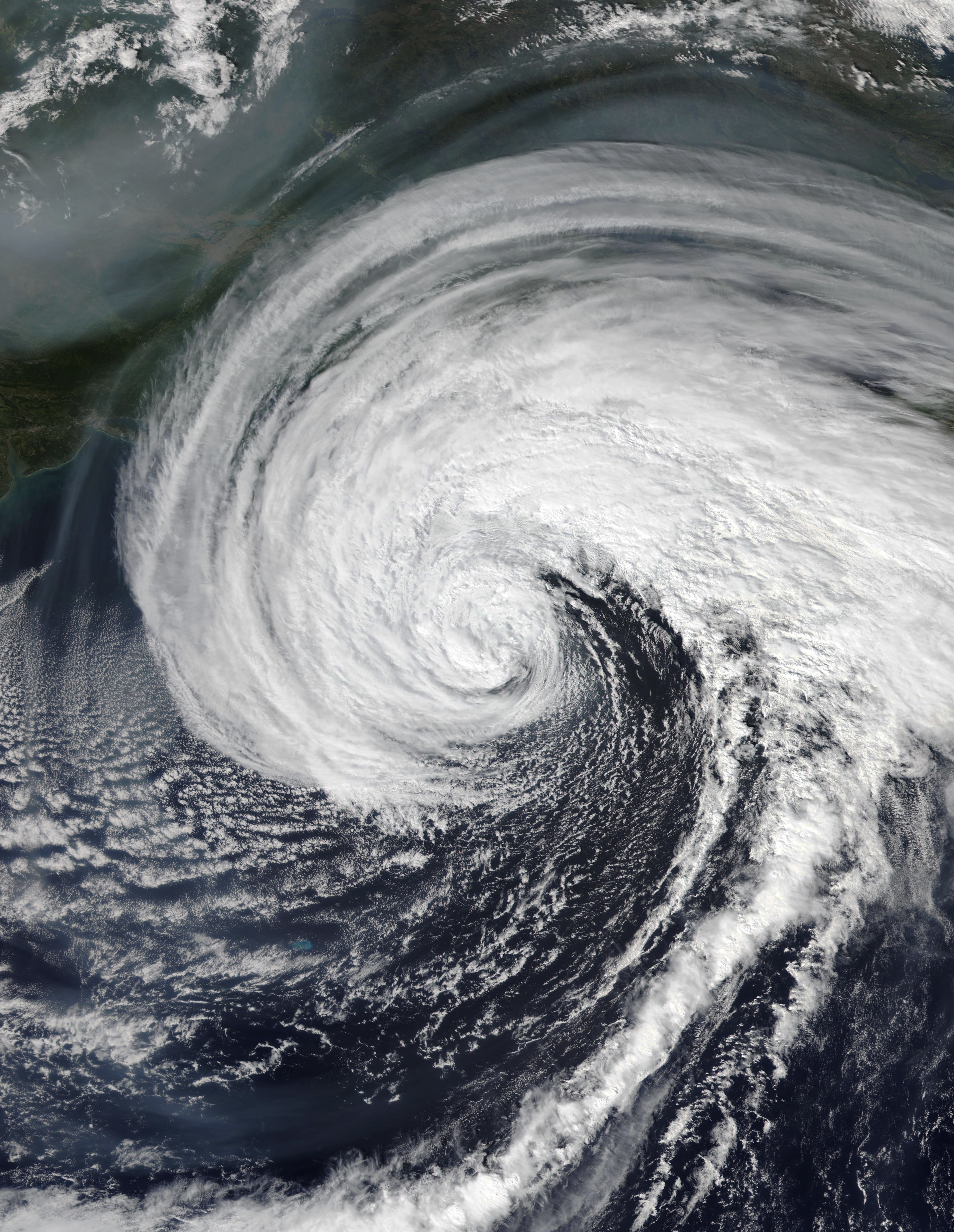
Ураган Тедді наближається до Нової Шотландії як сильний позатропічний шторм, 22 вересня 2020.

Штормові попередження були видані, коли шторм наближався до Нової Шотландії; згодом вони були оновлені. Муніципальні спортивні майданчики, траси були закриті 23 вересня. Школи також були закриті в багатьох регіонах провінції. Транзит «Галіфакс» припинив сполучення під час більшої частини шторму, але 23 вересня відновив свої послуги о 12:00 ADT (15:00 UTC). Поромне сполучення розпочалося негайно, а автобуси повністю запрацювали через годину. Громадські сади Галіфакса знову відкрились одночасно з транзитом Галіфакса, проте жителів та туристів просили уникати відвідування муніципальних парків, поки шторм не пройде.
Йшли помірні та сильні опади в Новій Шотландії, досягнувши піку на рівні 131 міліметра в Інгоніші. Крім того, у Гранд Етанґі було зафіксовано пік вітру 132 км/год. У Бедфорді річка Саквілл вийшла на берег, затопивши сусідній парк. Близько 20 000 споживачів втратили електроенергію по всій провінції, але наслідки в Новій Шотландії були меншими, ніж передбачалося спочатку.